# جواد صفا
 جواد حمیدی صفا ، تصویربردار سینما و تلویزیون

## زندگی
وی در سال ۱۳۵۴ در رشته تصویربرداری از مدرسه عالی سینما و تلویزیون فارغ‌التحصیل شد.

## فیلم‌شناسی
در سال ۱۳۵۴ در تلویزیون شروع به‌کار کرد. عمده سابقه قبل از انقلاب وی، تصویربرداری برنامه‌ها و سریال‌هایی نظیر، آقای مربوطه، آدم‌های شهرت و... بوده‌است.

### سریال
1. رهایی به کارگردانی محسن بخارایی
2. خرده ستمگران به کارگردانی مسعود شاه محمدی
3. در جست و جوی بهشت به کارگردانی بیژن میرباقری
4. اشک‌ها و لبخندها به کارگردانی حسن فتحی
5. پائیز پدرسالار به کارگردانی مسعود شاه‌محمدی
6. راه بی‌پایان به کارگردانی همایون اسعدیان
7. افسانه سلطان و شبان به کارگردانی داریوش فرهنگ، مسعود فروتن
8. ماه پنهان است به کارگردانی خسرو شایسته و مسعود فروتن
9. میهمان به کارگردانی خسرو ملکان
10. چراغ خانه به کارگردانی منوچهر پوراحمد
11. چمدان به کارگردانی محمدرضا پاسدار
12. باز مدرسم دیر شد به کارگردانی شیرین جاهد
13. آئینه به کارگردانی مسعود فروتن
14. خاله قورباغه به کارگردانی مرضیه محبوب
15. بهاران در بهار به کارگردانی غلامرضا رمضانی
16. در پناه تو به کارگردانی حمید لبخنده
17. در قلب من به کارگردانی حمید لبخنده
18. روز ایپریت به کارگردانی احمد امینی
19. داستان یک شهر به کارگردانی اصغر فرهادی
20. خانواده رضایت به کارگردانی مازیار میری، حمید امجد
21. مسافر به کارگردانی سیروس مقدم
22. جوان امروز به کارگردانی یوسف سیدمهدوی
23. دیوانه در شهر به کارگردانی غلامرضا رمضانی
24. مهر و ماه به کارگردانی فیاض موسوی
25. صد و یک راه برای ذله کردن پدرها و مادرها به کارگردانی حجت قاسم‌زاده
26. خوش غیرت (خوش رکاب 2) به کارگردانی علی‌شاه حاتمی
27. هفت پرده مشروطیت به کارگردانی احمد پایداری
28. توپ گرد به کارگردانی بهروز بقایی

### فیلم‌های سینمایی و ویدئویی
1. تصادف به کارگردانی احمد امینی
2. شکوه تنهایی به کارگردانی احمد پایداری
3. مهربانو به کارگردانی حمید بهمنی
4. جاده متروک به کارگردانی علی‌شاه حاتمی
5. دغدغه به کارگردانی اصغر فرزام

### تله‌فیلم
- ۱۳۸۷ - انتقال به کارگردانی علیرضا بذرافشان
- به رنگ باران به کارگردانی مجید موسویان
- ۱۳۸۷ -شب‌زده به کارگردانی فرزاد مؤتمن
- ۱۳۸۸ - خانه‌یی در غبار به کارگردانی احمد امینی
- شکوه تنهایی به کارگردانی سیداحمد پایداری
- ۱۳۸۹ - همنشین به کارگردانی حجت ذیجودی

### تله تاتر
1. یک گل و بهار به کارگردانی محمود استاد محمد
2. مسافر به کارگردانی مسعود فروتن
3. انتظار به کارگردانی مسعود فروتن
4. آهسته با گل سرخ به کارگردانی مسعود فروتن

### کلیپ
1. جای امن به کارگردانی مسعود آب‌پرور
2. حکمت مطهر به کارگردانی احمد پایداری

## جوایز
- برنده لوح زرین بهترین تصویربردار در سومین جشنواره سیما در سال ۱۳۸۰